# Пірсон (Флорида)
Пірсон (англ. Pierson) — місто (англ. town) в США, в окрузі Волусія штату Флорида. Населення — 1542 особи (2020).

## Географія
Пірсон розташований за координатами 29°14′16″ пн. ш. 81°27′39″ зх. д. / 29.23778° пн. ш. 81.46083° зх. д. (29.237789, -81.460720).  За даними Бюро перепису населення США в 2010 році місто мало площу 22,70 км², з яких 21,19 км² — суходіл та 1,51 км² — водойми. В 2017 році площа становила 28,27 км², з яких 26,41 км² — суходіл та 1,86 км² — водойми.

## Демографія
Згідно з переписом 2010 року, у місті мешкало 1736 осіб у 486 домогосподарствах у складі 381 родини. Густота населення становила 76 осіб/км².  Було 540 помешкань (24/км²).
Расовий склад населення:
| - 57,5 % — білих - 4,8 % — чорних або афроамериканців - 0,5 % — азіатів - 0,3 % — корінних американців - 35,0 % — осіб інших рас |

До двох чи більше рас належало 2,0 %. Частка іспаномовних становила 54,1 % від усіх жителів.
За віковим діапазоном населення розподілялося таким чином: 32,9 % — особи молодші 18 років, 56,9 % — особи у віці 18—64 років, 10,2 % — особи у віці 65 років та старші. Медіана віку мешканця становила 30,7 року. На 100 осіб жіночої статі у місті припадало 112,5 чоловіків;  на 100 жінок у віці від 18 років та старших — 110,9 чоловіків також старших 18 років.
Середній дохід на одне домашнє господарство  становив 58 496 доларів США (медіана — 33 839), а середній дохід на одну сім'ю — 54 258 доларів (медіана — 36 078). Медіана доходів становила 24 779 доларів для чоловіків та 26 447 доларів для жінок. За межею бідності перебувало 26,6 % осіб, у тому числі 38,9 % дітей у віці до 18 років та 5,9 % осіб у віці 65 років та старших.
Цивільне працевлаштоване населення становило 538 осіб. Основні галузі зайнятості: сільське господарство, лісництво, риболовля — 24,3 %, роздрібна торгівля — 16,4 %, освіта, охорона здоров'я та соціальна допомога — 13,9 %.